# Kruštík polabský
Kruštík polabský (Epipactis albensis) je vytrvalá bylina z rodu kruštík (Epipactis), která v České republice patří k chráněným druhům. Jedná se o malého zástupce rodu kruštík - rostlina dorůstá 9-30 cm, lodyha je světle zelená. Květy jsou poměrně málo otevřené, jsou v odstínech žlutavé a zelené barvy a objevují se v srpnu a v září.

## Stanoviště, rozšíření
Kruštík polabský preferuje lužní lesy nebo příležitostně i v příkopech a při okrajích cest. Roste od nížin po pahorkatiny. Původně byl tento druh považován za endemit, který se vyskytuje jen v České republice a na Slovensku, ale později byl nalezen i v několika dalších středoevropských zemích.

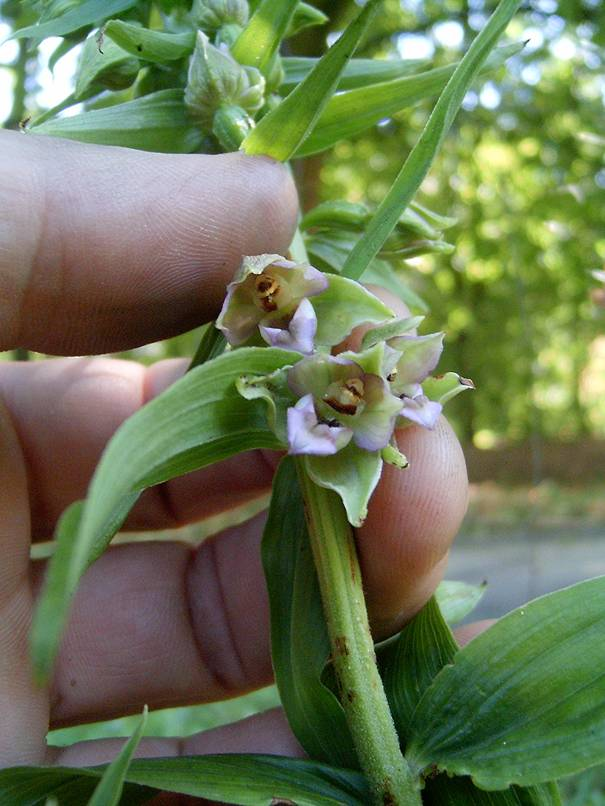
Detail květu kruštíku polabského